# Боне (Марна)
Боне (фр. Beaunay) насеље је и општина у североисточној Француској у региону Шампањ-Арден, у департману Марна која припада префектури Еперне.
По подацима из 2011. године у општини је живело 100 становника, а густина насељености је износила 28,33 становника/km². Општина се простире на површини од 3,53 km². Налази се на средњој надморској висини од 173 метара.

## Демографија
| 1962. | 1968. | 1975. | 1982. | 1990. | 1999. | 2011. |
| ----- | ----- | ----- | ----- | ----- | ----- | ----- |
| 96    | 99    | 91    | 112   | 113   | 114   | 100   |

График промене броја становника у току последњих година